# Teatr-Akcje
„Teatr-Akcje” – wakacyjny międzynarodowy festiwal teatralny, mający miejsce w sierpniu w Suwałkach. Festiwal prezentuje twórczość teatrów scenicznych, alternatywnych, ulicznych, wiejskich, młodzieżowych oraz grup terapeutycznych.
Festiwal został zainicjowany z okazji dziesięciolecia Teatru Form Czarno-Białych „Plama” w 2005 r. przez grupę młodych suwalczan (twórców i teoretyków teatralnych) skupionych wokół tego teatru.
Organizatorami festiwalu są Stowarzyszenie Aktywności Społeczno-Artystycznej „Nie Po Drodze” oraz Teatr Form Czarno-Białych „Plama”.

## Program dotychczasowych „Teatr-Akcji”

### 2005 – 10-lecie Teatru Form Czarno-Białych „Plama”
- „Rozgrywka”
- „Teatr-Akcje na Północy”
- „Wojna Form Czarno-Białych”'

### I. Suwalskie Teatr-Akcje 2006 – Plenerowy Festiwal Działań Teatralnych

#### Spektakle, akcje teatralne, happeningi
- „Carmen Funebre” – Teatr Biuro Podróży (Poznań)
- „DNA Felicity” – Grupa Teatralna Prefabrykaty (Poznań)
- „Miejski Kraul” – Teatr Kreatury (Gorzów Wielkopolski)
- „Radżas” – Teatr Terminus A Quo (Nowa Sól)
- „Kuku” – Młodzieżowa Grupa Teatralna (Skapiskis)
- „P.O.D.” – Teatr Karton (Szczecin)
- „Prometeusz – walka o ogień” Grupa Kuglarska Behemot (Suwałki), Teatr Karton oraz Teatr Form Czarno-Białych „Plama”
- „Romeo i Julia” – Teatr Form Czarno-Białych „Plama” oraz Teatr Kreatury
- „Książę Niezłomny” – Teatr Terminus a quo wraz z Teatrem Form Czarno-Białych „Plama”
- „Autobus – happening w autobusie miejskim linii 14" Teatr Form Czarno-Białych „Plama” we współpracy z Waldemarem Majorem Fydrychem

#### Pozostałe wydarzenia
- koncert zespołu folkowego Dautenis
- spotkanie z Marcinem Librem – twórcy teatru „Republika Usta-Usta” połączony z projekcjami fragmentów spektakli. Rozmowa o eksperymentach i poszukiwaniach w teatrze początków XXI wieku.
- spotkanie z Waldemarem Majorem Fydrychem – twórcą Pomarańczowej Alternatywy. Wykład i projekcje filmów o happeningu i działalności Pomarańczowej Alternatywy.

### 2. Suwalskie Teatr- Akcje 2007 – Kombinat Działań Teatralnych

#### Spektakle, akcje teatralne, performance
- „The Bremen Towns Musicians” – Theater 62 Bremen (Brema)
- „Cadillac” – Teatr „Republika Usta-Usta” (Poznań)
- „Missa Pagana” Mieczysława Litwińskiego – Teatr Węgajty oraz Teatr Form Czarno-Białych „Plama”
- „A dzieci nie chce mieć” – monodramat w wykonaniu Katarzyny Pielużek z Teatru Kreatury (Gorzów Wielkopolski)
- „Collective Creation” – Teatr Form Czarno-Białych „Plama”, Theater Fakel (Angarsk), Theater Under The Bridge (Lwów) i Youth Alytus Center (Olita)
- „Szelestnica” – Teatr Terminus a quo (Nowa Sól)
- „Woda-Ogień” – Teatr Form Czarno-Białych „Plama” we współpracy z Grupą Karakony (Poznań)
- „Podróż” – Teatr Dwa Słowa z Ośrodka Wsparcia dla Osób z Zaburzeniami Psychicznymi w Lipniaku (Lipniak)
- „Portrety ojców” – performance Mateusza Felsmann
- „Mojo Mickybo” – Teatr Krypta (Szczecin)
- „Szafy” – akcja teatralna Teatru Form Czarno-Białych „Plama”
- „Teatr Niewidoczny” – Teatr Form Czarno-Białych „Plama”
- „Sąsiedzi” – Teatr Form Czarno-Białych „Plama”

#### Pozostałe wydarzenia
- koncerty zespołów Kapela ze Wsi Warszawa, Orkiestra Na Zdrowie i Nie Po Drodze
- cykl 4 spotkań i projekcji filmowych prezentujących najciekawsze zjawiska teatralne XX wieku

### 3. Suwalskie Teatr-Akcje 2008

#### Spektakle, akcje teatralne, performance
- „Sen Wahazara” – Teatr Fuzja (Poznań)
- „Co się dzieje z modlitwami niegrzecznych dzieci” – Teatr NiePogodzinach (Suwałki)
- „Cafe Strada” – widowisko Teatru Form Czarno-Białych Plama i Teatru Fuzja (Poznań)
- „Czas Matek” – widowisko multimedialne Teatru Ósmego Dnia (Poznań)
- „Przygody Pana Ch. W. de Prącie” – spektakl kukiełkowy Kuby Kaprala, tylko dla dorosłych (Poznań)
- „Mc Gyver Paluchosky & end” – Teatr Realistyczny (Skierniewice)
- „Ptam” – Teatr Form Czarno-Białych „Plama”
- „Santa Polonia” – widowisko Teatru Form Czarno-Białych „Plama” i Teatru Realistycznego (Skierniewice)

Pozostałe wydarzenia
- Warsztaty i zabawy artystyczne dla dzieci i młodzieży – Dom Pracy Twórczej w Wigrach (Wigry)
- Koncert zespołu „Dikanda” (Szczecin)
- Dzień Białoruski: koncert zespołu „Nagual”, projekcja filmu „Muzyczna Partyzantka”
- Warsztaty i zabawy artystyczne dla dzieci i młodzieży – Kaczy Dołek w Suwałkach (Suwałki)

### 4. Suwalskie Teatr-Akcje 2009

#### Spektakle, akcje teatralne, performance
- Pokaz improwizacji „Improv show” – Teatr Improwizacji No Potatoes
- „Król kier znów na wylocie” – Studium Teatralne
- Spektakle „Kroki”, „Inaczej” i „Tiramisu” – studenci specjalizacji teatralnej kierunku Animator i Menedżer Kultury Uniwersytetu Marii Curie-Skłodowskiej
- Performance „CV” – Arti Grabowski
- Performance „Flow” – Agata Elsner Ewa Janicka
- „Persona” – Teatr From Poland
- „Dromenon” – Sylwia Hanff
- „Kamienie w kieszeniach” Scena Prapremier InVitro
- Produkcja Teatr-Akcji 2009. Akcje teatralne w miejscach zamieszkanych przed wojną przez Żydów

Teatr Form Czarno-Białych Plama
- Spektakl „Trzynasty, fałszywy miesiąc” – Teatr NiePogodzinach

Pozostałe wydarzenia
- Warsztaty śpiewu prowadzone przez zespół staroobrzędowy Riabina
- Koncert zespołu staroobrzędowego Riabina
- Film „Koniec Pieśni” w reżyserii Piotra Borowskiego
- Warsztaty Butoh – Sylwia Hanff
- Warsztaty improwizacji teatralnej i partytury Schaffera prowadzone przez Przemysława Buksińskiego
- Film „Po-Lin. Okruchy pamięci” w reżyserii Jolanty Dylewskiej *Koncert zespołu WA-DA-DA

### 5. Suwalskie Teatr-Akcje 2010 – Na Wschód

#### Spektakle, akcje teatralne, performance
- Produkcja Teatr-Akcji „Na Wostok” – Teatry „Alter” z Drohobycza (UA) i Form Czarno-Białych „Plama” z Suwałk
- „Sprawa sądowa nr 82-100” – Teatr „Alter” z Drohobycza (UA)
- „Holstomer” – Brzeski Teatr Lalek (BY)
- Akcja uliczna „Tort” – grupa Verhotura z Królewca/Petersburga (RUS) (odwołane)
- „Dzień dobry. To my”- grupa Verhotura z Królewca/Petersburga (RUS) i uczestnicy warsztatów (odwołane)
- Pokaz improwizacji teatralnej – grupa Zamutin z Sankt Petersburga (RUS) i uczestnicy warsztatów
- „Dzień i noc brodzącego skrajem sceny” – grupa Zamutin z Sankt Petersburga (RUS) i uczestnicy warsztatów
- „Prolog do Makbeta” – Centrum Sztuki Współczesnej „DAKH” z Kijowa (UA), muzyka na żywo – zespół DahkaBrakha
- „Stój. Nie ruszaj się” – Teatr Form Czarno-Białych „Plama” z Suwałk

Pozostałe wydarzenia
- Pokaz filmów „Euforia” (Rosja, 2006) i „Tlen” (Rosja, 2009), reż. Iwan Wyrypajew
- Koncert zespołów Art Machina (Ełk, PL) oraz Malanka Orchestra (Mińsk, BY)
- Koncert zespołu DakhaBrakha (etno chaos) z Kijowa (UA)
- Warsztaty improwizacji grupy „Zamutim”
- Warsztaty HIC ET NUNC Cezarego Ibera
- Warsztaty Contact Improvisation – Studio Kontakt
- Warsztaty Taniec współczesny – Studio Kontakt

### 6. Suwalskie Teatr-Akcje 2011 – Na Południe

#### Spektakle, akcje teatralne, performance
- Akcja teatralna “Koszarty 2″ – wydarzenie towarzyszące, w wykonaniu członków Stowarzyszenia “Nie Po Drodze”, Teatrów “Plama” i “Mikrus”

- Spektakl “Podróż do najbardziej szlachetnego miejsca” – produkcja Teatr-Akcji, Katarzyna Donner (reżyseria) i Karina Sosnowska (scenografia)
- PKS Performatywnie – Produkcja Pracowni Działań Performatywnych
- Prezentacja plenerowego widowiska “Barbaros – znaczy obcy” przygotowanego podczas projektu międzykulturowej wymiany teatralnej z udziałem Teatru Form Czarno-Białych “Plama” z Suwałk oraz grup młodzieży z Włoch i Węgier
- Spektakl “Stacja” Towarzystwa Alpi
- “Męska podróż na południe”
- Spektakl/horror lalkowy dla dorosłych “Desperandula” Teatru “Dezolutky” ze Słowacji
- Plenerowy spektakl “Phantomysteria” Teatru “Novogo Fronta” z Czech

Pozostałe wydarzenia
- Koncert zespołów Dubioza Kolektiv z Sarajewa (Bośnia i Hercegowina) oraz Tygiel Folk Banda (PL)
- Projekcje filmów Tony’ego Gatlifa: “Gadjo Dilo” (1997) oraz “Transylwania” (2006)
- Prezentacja pieśni bałkańskich – efekt trzydniowych warsztatów Barbary Wilińskiej dotyczących serbskiej, bułgarskiej i macedońskiej tradycji śpiewaczej

### 7. Suwalskie Teatr-Akcje 2012 – Na Zachód

#### Spektakle, akcje teatralne, performance
- Podłogowo – Spektakl LALE. Teatru (Wrocław) dla dzieci w wieku 1–5 lat i ich rodziców
- Pokój Amesa – Performens duetu performatywnego Janicka/Elsner (Poznań)
- Teatr Forum – Spektakl teatru Forum przygotowany podczas czterodniowych warsztatów z Aktionstheater Halle (Niemcy)

- [ru:ts] #3 – Performens muzyczno-taneczny Jana Kuehlinga (Niemcy), Philippa Scholtysika (Niemcy), Pauliny Miu Zielińskiej (Polska), Yejin Kwon (Korea Płd.)

- Tsigunz Fanfara Awantura – Koncert zespołu Tsigunz Fanfara Awantura (Poznań)

- Bo jest nam Nie Po Drodze – Nietelewizyjny talk-show na żywo z okazji 10-lecia działalności Stowarzyszenia „Nie Po Drodze”

- Wiwisekcja – Spektakl Teatru Form Czarno-Białych PLAMA (Suwałki) na podstawie tekstu Mirona Białoszewskiego

- Instrukcja obsługi Suwałk – Miejski performens w wykonaniu grupy Performeria Warszawy (Warszawa) z udziałem Teatru Form Czarno-Białych PLAMA (Suwałki) przygotowany podczas czterodniowych warsztatów
- Hamlet – Plenerowy spektakl Teatru Walnego (Ryglice) w technice podwodnego teatru lalek

### 8. Suwalskie Teatr-Akcje 2013 – Na Północ

#### Spektakle, akcje teatralne, performance
- Ściana.Banana – Spektakl LALE. Teatru (Wrocław) dla dzieci w wieku 1–5 lat i ich rodziców

- Black Performens Black, autorka i wykonawczyni: Mette Edvardsen z Norwegii
- Entertainment Island Performens “Entertainment Island” międzynarodowej grupy Obliwia z Finlandii
- Muzeum w drodze. Kompozycja # 5 – Muzeum w drodze to oryginalna wystawa, która składa się z 21 interaktywnych sytuacji/obiektów zachęcających do rozmowy o problemach kultury/sztuki aktualnej.
- Na Granicy – Interdyscyplinarna akcja teatralna „Na granicy” przygotowana specjalnie na Teatr-Akcje

9. Suwalskie Teatr-Akcje 2014 – Sztuka Aktywności
Spektakle, filmy
- Zabijmy wszystkie ptaki - spektakl młodych ludzi z Plamy, NiePoDrodze i PWST Bytom
- Ziemia B. - spektakl Teatru Węgajty
- Ulica krokodyli - pokaz filmu dokumentującego spektakl „Ulica Krokodyli” Teatru Węgajty
- O szewczyku dratewce - Teatr Sielove
- Imagine - projekcja filmu
- Pokój - spektakl sopockiego Teatru Snów

10. Suwalskie Teatr-Akcje 2015 – Festiwal Poruszeń
Spektakle, akcje teatralne, performance
- Scena Eksperymentalna - etiudy studentów PWST WTT z Bytomia
- Wszystko to, z czym się (nie) urodziliśmy - spektakl taneczny w wykonaniu KIJO Group
- Matsukaze - performance ruchowy na podstawie dramatu japońskiego w reżyserii Katarzyny Donner
- Skończyły nam się dni - spektakl lalkowy dla dorosłych w reżyserii Jakuba Kasprzaka
- Powrót Wikingów - spektakl grupy Wikingowie z Ośrodka dla Bezdomnych w Szczepankowie
- Jesteśmy przynętą, kochanie! - dokumentalny projekt teatralny oparty na wspomnieniach i relacjach z Majdanu
- Siostry - spektakl w wykonaniu Projektu Open
- Matka Mejra i jej dzieci - monodram w wykonaniu aktorki Caryl Swift w reĹźyserii StanisĹawa Otto Miedziewskiego
- Na wyspach - małe teatrowanie przy tacie i mamie dla dzieci w wieku 2-4 lata
- Sam w pociągu - monodram w wykonaniu studenta PWST Kacpra Lecha
- Różnica i Powtórzenie - dyptyk w reżyserii Macieja Kuźmińskiego
- Gdzie jest K? - spektakl-performens Teatru Hybrydowego prowadzonego przez Mirosławę Krymską
- Scenariusz dla nieistniejącego lecz możliwego aktora instrumentalnego - monodram Jana Peszka

Pozostałe wydarzenia
- Koncert zespołu SUSZ
- Koncert zespołu Poeci Jezior